# 레드브리지구
레드브리지구(London Borough of Redbridge)는 런던의 구 중 하나이다.

## 어원
레드브리지구의 명칭은 1921년에 허물었던, 로딩강을 지나던 다리에서 유래했다. 이 다리는 로딩강을 지나는 다른 다리들이 흰색 석제로 만들어졌던 것과는 달리 붉은색 벽돌로 만들어졌다. 이 명칭은 레드브리지 지역과 1947년에 개장한 레드브리지 지하철 역에 처음으로 붙여졌다. 이 이전엔 호클리스 브리지( Hocklee's Bridge)라고 알려지기도 했다.

## 인구
| 연도  | 인구    | ±%     |
| ----- | ------- | ------ |
| 1801  | 4,909   | —      |
| 1811  | 6,317   | +28.7% |
| 1821  | 7,829   | +23.9% |
| 1831  | 8,572   | +9.5%  |
| 1841  | 9,290   | +8.4%  |
| 1851  | 9,921   | +6.8%  |
| 1861  | 16,409  | +65.4% |
| 1871  | 22,897  | +39.5% |
| 1881  | 29,385  | +28.3% |
| 1891  | 51,250  | +74.4% |
| 1901  | 77,621  | +51.5% |
| 1911  | 117,735 | +51.7% |
| 1921  | 152,209 | +29.3% |
| 1931  | 196,790 | +29.3% |
| 1941  | 230,876 | +17.3% |
| 1951  | 270,876 | +17.3% |
| 1961  | 254,605 | −6.0%  |
| 1971  | 239,337 | −6.0%  |
| 1981  | 224,724 | −6.1%  |
| 1991  | 231,198 | +2.9%  |
| 2001  | 238,628 | +3.2%  |
| 2011  | 278,970 | +16.9% |
| Note: |         |        |